# Euchalcia mongolica
Euchalcia mongolica är en fjärilsart som beskrevs av Otto Staudinger 1901. Euchalcia mongolica ingår i släktet Euchalcia och familjen nattflyn. Inga underarter finns listade i Catalogue of Life.